# EP u hokeju na travi 2005., razred Trophy
Europsko prvenstvo u hokeju na travi za muške 2005., razreda "Trophy" (drugi jakosni razred) se održalo u Italiji, u Rimu .

## Konačna ljestvica
| Mj. | Država      |
| --- | ----------- |
| 1.  | Irska       |
| 2.  | Češka       |
| 3.  | Wales       |
| 4.  | Austrija    |
| 5.  | Italija     |
| 6.  | Švicarska   |
| 7.  | Bjelorusija |
| 8.  | Rusija      |

Irska i Češka su izborile pravo promicanja u najviši natjecateljski razred europskog prvenstva.
Bjelorusija i Rusija su ispale u niži natjecateljski razred, razred "Challenge".